# Giuseppe Grisoni
Pour les articles homonymes, voir Grisoni.
Giuseppe Grisoni (Giuseppe Pierre Joseph Grisoni) ou Grifoni ou encore Grison (Mons, 24 octobre 1699 - Rome, 1769) est un sculpteur et un peintre italien de la période rococo spécialisé dans les portraits, les vedute et les peintures à thème historique.

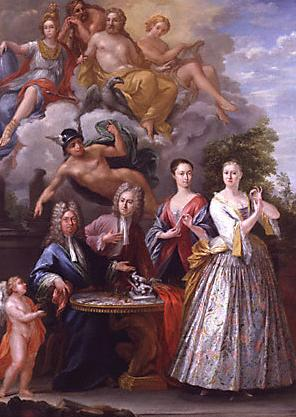
La Famille de l'architecte Talman.

## Biographie
Fils d'un peintre Giuseppe Grisone a étudié jeune à Florence auprès de Tommaso Redi, abandonnant ses influences flamandes pour la tradition florentine.
En 1715, il se rend à Londres avec l'architecte anglais John Talman (en) et tente de s'établir comme portraitiste mais n'obtient pas assez de succès pour rester et revient à Florence en 1728 pour enseigner à l'Académie des beaux-arts.
En 1740, il part brièvement à Pise avant de s'installer à Rome où il meurt.
William Hoare (1707-1792) fut un de ses élèves.

## Œuvres
- Famille de William Talman, National Portrait Gallery, Royaume-Uni ;
- Autoportrait, Corridor de Vasari près la Galerie des Offices, Florence ;
- Mort de saint Romuald et Rapt de Proserpine, galerie des Offices ;
- Statue de saint Joseph, Basilique de la Santissima Annunziata, Florence ;
- Le Bal au théâtre Haymarket (1724), Victoria and Albert Museum.